# Ponte H

Diagrama de um circuito "Ponte H"

Ponte H é um circuito de eletrônica de potência do tipo chopper de classe E (um chopper de classe E converte uma fonte fixa de corrente continua fixa em uma tensão de corrente continua variável abrindo e fechando diversas vezes), e , portanto, pode determinar o sentido da corrente, a polaridade da tensão e a tensão em um dado sistema ou componente.
Seu funcionamento dá-se pelo chaveamento de componentes eletrônicos usualmente utilizando do método de PWM para determinar além da polaridade, o módulo da tensão em um dado ponto de um circuito.
Tem como principal função o controle de velocidade e sentido de motores DC escovados, podendo também ser usado para controle da saída de um gerador DC ou como inversor monofásico.
O termo Ponte H, é derivado da representação gráfica típica deste circuito.

## Funcionamento

Esquema de Funcionamento

O circuito de ponte H é usado para determinar um sentido de corrente e valor de tensão no controle de um motor DC, o diagrama ao lado pode ser usado para ilustrar de modo genérico o funcionamento de tal. Acionando-se em conjunto, as chaves S1 e S4, o terminal direito do motor fica com uma tensão mais positiva que o esquerdo, fazendo a corrente fluir da direita para a esquerda (no desenho, corrente convencional). Deste modo, o motor adquire sentido de giro que denotaremos por Sentido 1. 
Acionando-se em conjunto as chaves S3 e S2, o terminal esquerdo do motor fica com uma tensão mais positiva que o direito, fazendo a corrente fluir da esquerda para a direita (no desenho, corrente convencional). Deste modo, o motor adquire sentido de giro que denotaremos por Sentido 2, que é inverso ao Sentido 1. 
Ao acionar em conjunto as chaves S1 e S3 ou S2 e S4 provocamos um curto nos terminais do motor. Isso é necessário quando deseja-se frear um motor já em movimento ou aumentar a dificuldade de giro do eixo por um fator externo. Tal efeito é alcançado pois a máquina DC passa a se comportar com um gerador quando tem seu eixo em movimento, tanto no caso da rotação, quanto no caso do giro do eixo por fator externo. Ao criar-se um curto circuito entre os terminais da máquina nesse estado, o torque necessário para manter ou colocar o motor em giro cresce, visto a necessidade de corrente exigida da máquina para seu movimento, o que causa o efeito dito, chamado freio motor.
As chaves S1 e S2 não podem ser fechadas simultaneamente assim como as chaves S3 e S4. Pois o fechamento em conjunto de tais chaves causaria um curto na fonte de alimentação.Pode-se fazer o uso de PWM nas chaves para controlar a tensão média aplicada sobre o motor, e assim, controlar a velocidade da máquina DC.
Substituindo o motor por um gerador DC, teremos um funcionamento análogo ao apresentado anteriormente, apenas com a diferença de que a corrente é feita no gerador, e a ligação da chave aos pares determina a polaridade na carga para um dado sentido. A aplicação do freio motor não é desejado quando a ponte H é submetido a esse modo de operação.
Como inversor monofásico a ativação dos pares de chave ficam se alternado periodicamente gerando uma frequência definida, e aplica-se PWM a fim de obter-se uma simulação de senoide.

## Circuitos auxiliares
Como dito na seção funcionamento, deve-se tomar cuidado para não acionar em conjunto duas chaves que estejam em série, pois isso causaria um curto e danificaria o sistema. A fim de evitar tal problema é indicado o uso de circuitos de proteção a fim de evitar que ambas as chaves sejam acionadas simultaneamente. Para isso, pode-se utilizar portas lógicas, drivers específicos, ou qualquer outro dispositivo ou circuito que não permita que tal fato aconteça. Em alguns desses dispositivos e circuitos, ainda é possível adicionar um tempo entre a desativação de uma dessas chaves e a ativação de outra, chamado dead time (tempo morto).
Outro cuidado a se tomar é com correntes e tensões reversas que podem surgir em decorrência do acionamento do motor, que podem causar danos as chaves. Para evitar tais danos, é comum utilizar diodos de ação rápida em anti-paralelo com as chaves, e o uso de TVS.
Os circuitos amaciadores, chamados Snubbers, que são usados para tornar a comutação de estado das chaves menos danosas, e assim prolongar a vida útil do circuito.
Há também, muita das vezes a necessidade de isolar a parte de controle da parte de potencia (a Ponte H em si), ou de trabalhar com tensões diferentes nas duas partes. Para isso, usa-se circuitos ou componentes isoladores, como opto acopladores ou drivers (programa de acionamento).
O uso de drivers é comum na construção de Pontes H, principalmente nas que usam MOSFETs e IGBTs. Isso porque, em sua maioria, os drivers condensam uma grande quantidade dos circuitos acima em um único componente, reduzindo espaço, custo e complexidade do projeto, além de facilitar a implementação de circuitos específicos, como o circuito de Bootstrap.